# Liste der Baudenkmale in Wittorf
In der Liste der Baudenkmale in Wittorf sind die Baudenkmale der niedersächsischen Gemeinde Wittorf und ihrer Ortsteile aufgelistet. Die Quelle der  Baudenkmale und der Beschreibung ist der Denkmalatlas Niedersachsen. Der Stand der Liste ist der 29. Januar 2023.

## Allgemein
In den Spalten befinden sich folgende Informationen:
- Lage: die Adresse des Baudenkmales und die geographischen Koordinaten. Kartenansicht, um Koordinaten zu setzen. In der Kartenansicht sind Baudenkmale ohne Koordinaten mit einem roten Marker dargestellt und können in der Karte gesetzt werden. Baudenkmale ohne Bild sind mit einem blauen Marker gekennzeichnet, Baudenkmale mit Bild mit einem grünen Marker.
- Bezeichnung: Bezeichnung des Baudenkmales
- Beschreibung: die Beschreibung des Baudenkmales. Unter § 3 Abs. 2 NDSchG werden Einzeldenkmale und unter § 3 Abs. 3 NDSchG Gruppen baulicher Anlagen und deren Bestandteile ausgewiesen.
- ID: die Objekt-ID des Baudenkmales
- Bild: ein Bild des Baudenkmales, ggf. zusätzlich mit einem Link zu weiteren Fotos des Baudenkmals im Medienarchiv Wikimedia Commons. Wenn man auf das Kamerasymbol klickt, können Fotos zu Baudenkmalen aus dieser Liste hochgeladen werden:

## Wittorf
Wittorf wurde das erste Mal im Jahre 1004 urkundlich erwähnt. Das Dorf liegt an der Ilmenau, die heute aber begradigt ist. Der alte gedrängte Siedlungskern wurde durch die Hauptstraße nach St. Dionys zerschnitten. Von den ehemaligen Fachwerkhäusern sind fast alle durch Ziegelbauten ersetzt worden.

### Gruppe: Schleusenanlage Wittorf
Die Gruppe hat die ID: 34327507. Schleusenanlage der Ilmenau. Inselartige Anlage mit Kammerschleuse im Osten, Nadelwehr in der Umflut im Westen und dem zwischen ihnen liegenden Schleusenwärterhaus. Errichtet 1893/94.

| Lage                         | Bezeichnung         | Beschreibung | ID       | Bild |
| ---------------------------- | ------------------- | --- | -------- | ---- |
| 53° 20′ 31″ N, 10° 23′ 1″ O  | Schleuse            | Kammerschleuse mit beidseitig geböschten Kammerwänden. Schleusenhäupter in Ziegelmauerwerk mit Sandsteinquadern, hölzerne Stemmtorpaare. Errichtet 1893/94. | 28836546 |      |
| 53° 20′ 30″ N, 10° 22′ 59″ O | Schleusenwärterhaus | Backsteinbau mit ausgebautem DG unter Satteldach in Ziegeldeckung und Wirtschaftsanbau in Fachwerk mit Backsteinausfachung. Errichtet 1893/94.              | 28836602 | BW   |
| 53° 20′ 31″ N, 10° 22′ 56″ O | Nadelwehr           | Nadelwehr in der Ilmenau in der Umflut der Schleusenanlage. Nadelböcke aus Eisen, Nadeln aus Holz. Errichtet 1893/94.                                       | 36424399 |      |